# Dorothy Ashby
Dorothy Jeanne Thompson (6 tháng 8 năm 1932 - 13 tháng 4 năm 1986), được biết đến nhiều hơn với cái tên Dorothy Ashby, là một nhà soạn nhạc và là nghệ sĩ đàn hạc dòng nhạc jazz người Mỹ. Được ca ngợi là "một trong những nghệ sĩ nhạc jazz được yêu thích nhất trong những năm 1950" và "nghệ sĩ đàn hạc nhạc jazz hiện đại thành công nhất", Ashby đã xây dựng đàn hạc thành một nhạc cụ có thể chơi được jazz ngẫu hứng.